# Moa (Kuba)

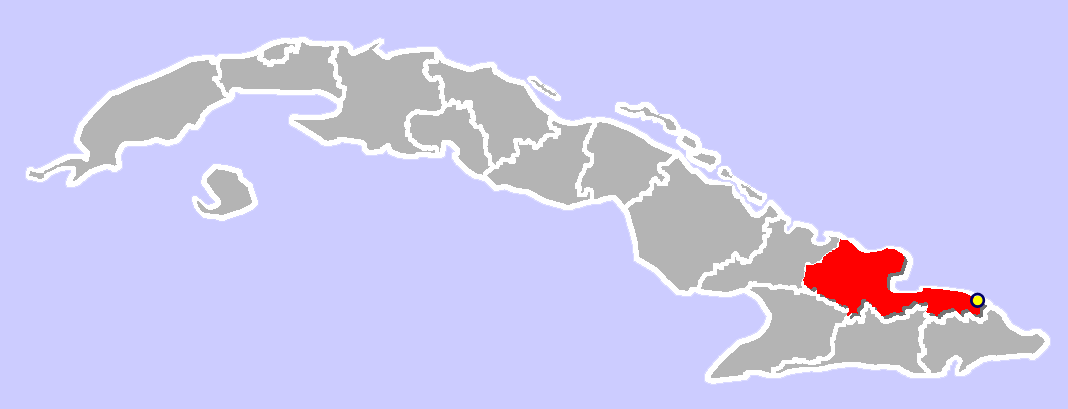
Lage von Moa auf Kuba

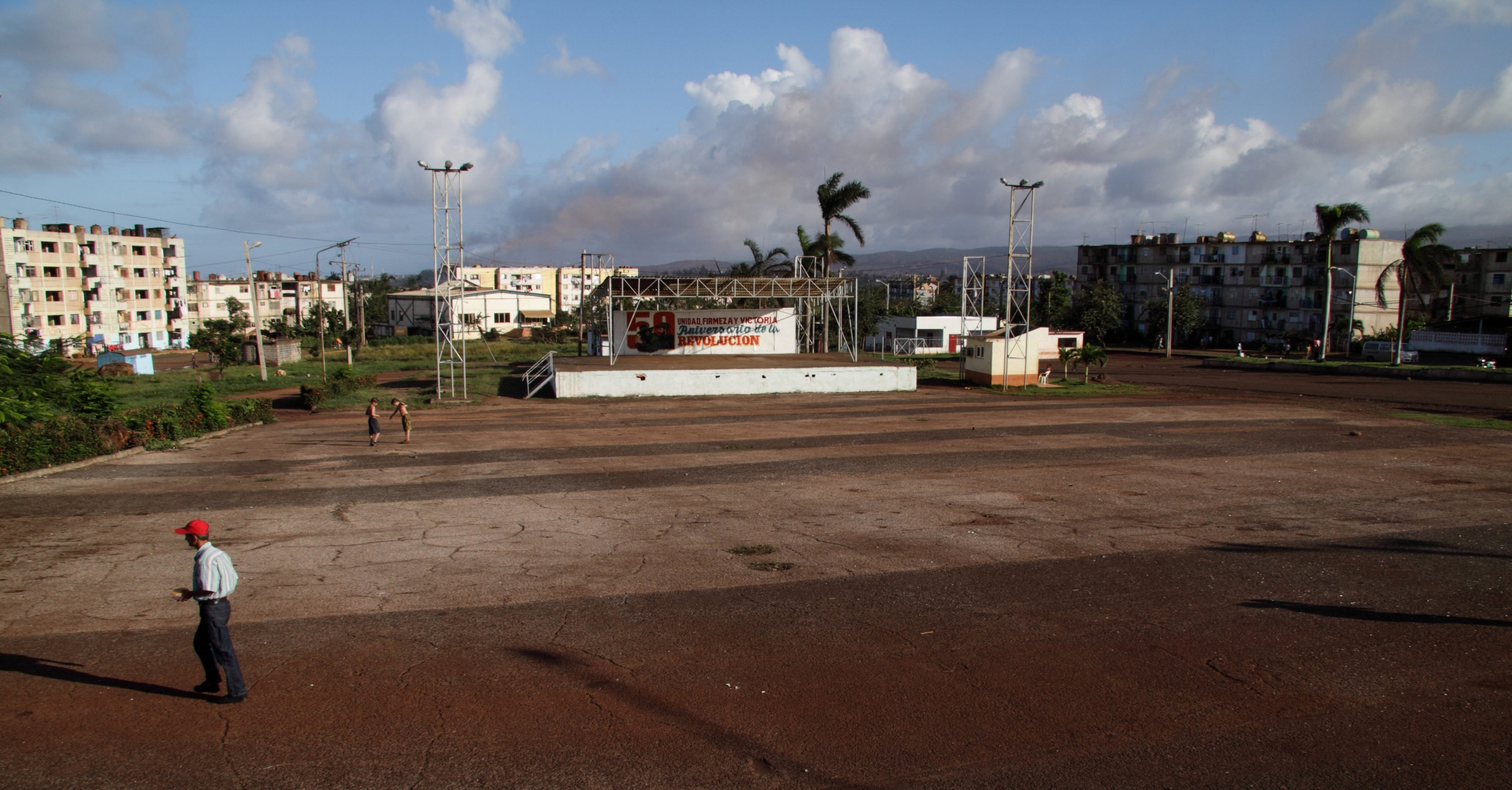
Moa

Moa ist eine Industriestadt mit 63.965 Einwohnern an der Nordostküste Kubas und liegt an der Küstenstraße zwischen Holguín und Baracoa. Dominierend ist der Nickelbergbau. Im Ballungsraum der Stadt leben 75.301 Menschen (Zensus 2012).
Der Nickelbergbau hat die Natur im Gebiet Moa stark beeinträchtigt. Halden und Spülkippen prägen das Gebiet südwestlich von Moa. Durch die geringen Umweltschutzstandards sind belastete Stoffe in die Natur gelangt. Der Neubau von Aufbereitungsanlagen in Moa durch ein Joint Venture mit der kanadischen Firma Sherritt International soll moderneren Umweltstandards genügen.
Das Fotografieren der Umweltschäden ist unter dem Verweis auf Industriespionage nicht gestattet.

## Tourismus
Für Touristen ist Moa nur eine Durchgangsstation zwischen Holguín und Baracoa. In der näheren Umgebung gibt es keine Sehenswürdigkeiten. Der Parque Nacional Alejandro de Humboldt auf halbem Weg nach Baracoa kann jedoch von Moa aus besucht werden.

## Persönlichkeiten
- Addys Mercedes (* 1973), Sängerin und Songwriterin
- Yurisleidy Lupetey (* 1981), Judoka

Koordinaten: 20° 39′ N, 74° 57′ W